# Frade de pedra

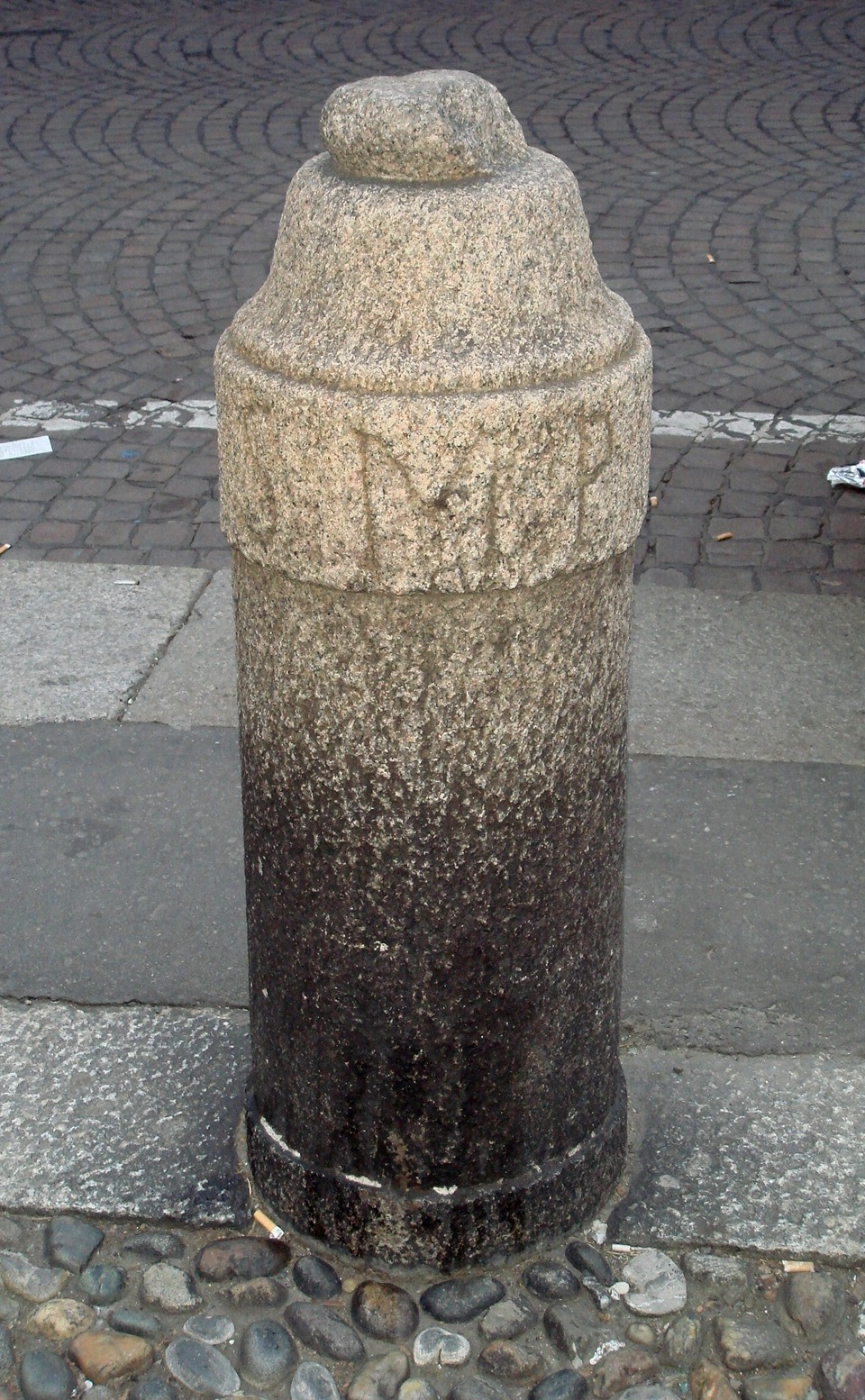

Frades de pedra ou reverentes petrificados são pilares ou marcos de pedra, de forma redonda (assumindo quase sempre a configuração e o significado com origem num velho culto fálico ) fixados no chão para impedir a passagem de veículos ou para amparar o cunhal de uma casa e onde eram também amarradas as rédeas dos animais. Também podiam demarcar um espaço usado como asilo, uma espécie de santuário para os perseguidos.[carece de fontes?]
“O largo fronteiro ao paço de Caxias era uma espécie de asilo, porque os mancebos perseguidos para serem soldados, que chegavam na sua fuga a salvar-se dentro do espaço  fechado pelos frades de pedra que rodeavam aquele terreiro não podiam ser ali presos pelos que os seguiam.”